# Peetz (Colorado)
Peetz es un pueblo ubicado en el condado de Logan en el estado estadounidense de Colorado. En el año 2010 tenía una población de 238 habitantes y una densidad poblacional de 476 personas por km².

## Geografía
Peetz se encuentra ubicada en las coordenadas 40°57′42″N 103°6′43″O / 40.96167, -103.11194.

## Demografía
Según la Oficina del Censo en 2000 los ingresos medios por hogar en la localidad eran de $42,083, y los ingresos medios por familia eran $47,614. Los hombres tenían unos ingresos medios de $31,875 frente a los $21,667 para las mujeres. La renta per cápita para la localidad era de $19,172. Alrededor del 7,3% de la población estaba por debajo del umbral de pobreza.